# Wyższa Szkoła Zdrowia w Gdańsku

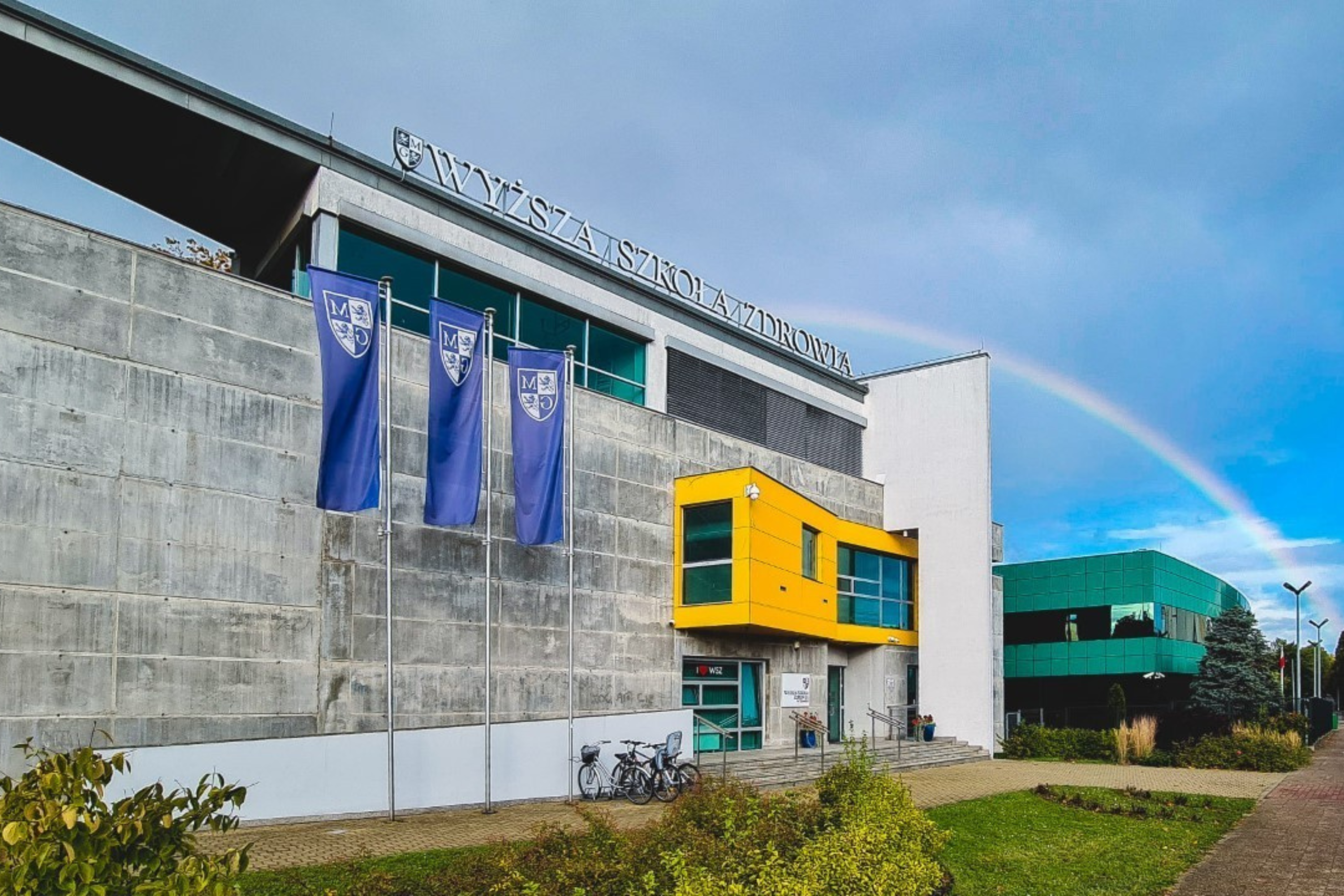
Siedziba główna Wyższej Szkoły Zdrowia w Gdańsku.

Wyższa Szkoła Zdrowia w Gdańsku (WSZ, do 22 listopada 2018 Wyższa Szkoła Zarządzania w Gdańsku) – polska uczelnia niepubliczna z siedzibą w Gdańsku.

## Historia
Wyższa Szkoła Zdrowia w Gdańsku jest niepubliczną uczelnią zawodową utworzoną na podstawie Ustawy z dnia 26 czerwca 1997 roku o wyższych szkołach zawodowych (Dz.U. z 1997 r. nr 96, poz. 590). Akt założycielski uczelni został sporządzony dnia 19 lipca 1999 roku na podstawie zezwolenia Ministra Edukacji Narodowej nr DNS-1-0145-487/RO/99 z dnia 15 lipca 1999 roku. Wyższa Szkoła Zarządzania w Gdańsku została wpisana do rejestru niepublicznych wyższych szkół zawodowych dnia 30 lipca 1999 roku pod numerem 24. Aktualny numer rejestru, stosownie do § 1 ust. 1 rozporządzenia Ministra Nauki i Szkolnictwa Wyższego z dnia 6 marca 2007 r. w sprawie sposobu prowadzenia rejestru uczelni niepublicznych i związków uczelni niepublicznych (Dz.U. z 2007 r. nr 52, poz. 348), został zmieniony na 164.
W przeszłości Uczelnia kształciła również na sześciu innych kierunkach: Informatyka, Finanse i Rachunkowość, Zarządzanie (Wydział Informatyki i Zarządzania), Administracja, Socjologia (Wydział Administracji i Nauk Społecznych) oraz Ochrona środowiska (Wydział Ekologii i Ochrony Środowiska).

## Oferta kształcenia
Uczelnia kształci w ramach studiów I stopnia (licencjackie), II stopnia (magisterskie), studiów jednolitych magisterskich oraz studiów podyplomowych.
Kierunki kształcenia :
- dietetyka (studia I i II stopnia)
- kosmetologia (studia I i II stopnia)
- pielęgniarstwo (studia I stopnia)
- zdrowie publiczne (studia I stopnia)
- fizjoterapia (jednolite studia magisterskie)
- psychologia (jednolite studia magisterskie)

Studia podyplomowe:
- dietetyka
- dietetyka w sporcie
- edukator diabetologiczny
- hi-tech w kosmetologii
- kosmetologia bioestetyczna
- MBA w ochronie zdrowia
- psychodietetyka
- onkokosmetologia
- podologia
- trychologia kosmetologiczna

## Władze[8]
- Rektor – dr n. med. Marzena Podgórska
- Kanclerz i założyciel – dr hab. Marcin Geryk, prof. UJ
- Dyrektor Uczelni – mgr Katarzyna Sołopa

## Osiągnięcia
Wyższa Szkoła Zdrowia w Gdańsku za swoje osiągnięcia, wielokrotnie nagradzana była różnymi nagrodami oraz zapraszana do współpracy podczas ważnych lokalnych i ogólnopolskich wydarzeń. Wśród najistotniejszych osiągnięć wskazać można nagrodę Smart Metropolia, którą uczelnia otrzymała w 2022 roku jako wyraz uznania za zaangażowanie w budowanie i promowania idei metropolii na obszarze Trójmiasta i okolic. Ponadto Uczelnia może pochwalić się corocznym oznaczeniem certyfikatu „Studia z przyszłością” na wybranych kierunkach studiów oraz wysoką lokatą w plebiscycie edukacyjnym w kategorii Uczelnia Roku w województwie pomorskim w roku, w którym uwzględniana jest regularnie od 2021. Wyższa Szkoła Zdrowia w Gdańsku jest także organizatorem i inicjatorem wielu wydarzeń otwartych mających na celu promocje i profilaktykę zdrowia.